# The Manticore and Other Horrors
The Manticore and Other Horrors är det brittiska extreme metal-bandet Cradle of Filths tionde studioalbum. Det släpptes i oktober 2012 på etiketten Nuclear Blast.

## Låtlista
All sångtext är skriven av Dani Filth, alla låtar är komponerade av Paul Allender, Martin "Marthus" Škaroupka och DJ Gunnarson.
| Nr           | Titel                              | Längd |
| ------------ | ---------------------------------- | ----- |
| 1.           | The Unveiling of O. (instrumental) | 2:07  |
| 2.           | The Abhorrent                      | 5:53  |
| 3.           | For Your Vulgar Delectation        | 4:46  |
| 4.           | Illicitus                          | 5:24  |
| 5.           | Manticore                          | 5:53  |
| 6.           | Frost on Her Pillow                | 4:12  |
| 7.           | Huge Onyx Wings Behind Despair     | 4:23  |
| 8.           | Pallid Reflection                  | 5:34  |
| 9.           | Siding with the Titans             | 5:17  |
| 10.          | Succumb to This                    | 4:43  |
| 11.          | Sinfonia (Instrumental)            | 3:25  |
| Total längd: | Total längd:                       | 51:37 |

| 11.          | Nightmares of an Ether Drinker | 4:32  |
| 12.          | Death, the Great Adventure     | 6:18  |
| 13.          | Sinfonia (instrumental)        | 3:25  |
| Total längd: | Total längd:                   | 62:17 |

## Medverkande
- Dani Filth – sång
- Paul Allender – gitarr
- Martin Škaroupka – trummor
- Daniel Firth – elbas